# Sideritis leucantha
Sideritis leucantha  ist eine Pflanzenart aus der Gattung Gliedkräuter (Sideritis) in der Familie der Lippenblütler (Lamiaceae). 

## Beschreibung
Sideritis leucantha ist eine bis zu 30 cm hoch werdende ausdauernde Pflanze, die grau oder weiß feinfilzig behaart ist. Die Laubblätter sind 7bis 15 mm lang und 2 bis 6 mm breit. Sie sind linealisch bis umgekehrt eiförmig, ihr rand ist ganzrandig bis grob gezähnt oder schwach gelappt.
Die Blütenstände sind Scheinquirle, die zu dritt bis zwölft (selten auch bis zu 14) meist entfernt voneinander stehen und aus zwei bis sechs Blüten bestehen. Die unteren Tragblätter sind 4 bis 10 mm lang und 6 bis 8 mm breit und sind damit in etwa ähnlich lang wie der Kelch. Sie sind herzförmig-lanzettlich bis fast kreisförmig, ihr Rand ist geschlitzt-gezähnt. Der Kelch ist 4 bis 9 mm lang und auf der Innenseite mit einem Ring aus Trichomen besetzt. Die Kelchzähne sind grün und behaart bis filzig behaart. Die Krone ist 7 bis 10 mm lang, ist meist weiß oder seltener blass bis dunkelgelb gefärbt und manchmal auf der Innenseite mit dunkelbraunen oder violetten Markierungen versehen.
Die Chromosomenzahl beträgt 2n = 26 oder 28+3B.

## Vorkommen und Standorte
Die Art kommt im Südosten Spaniens vor und reicht im Westen bis nach Málaga. Sie wächst auf trockenen, kalkreichen Böden.

## Bilder

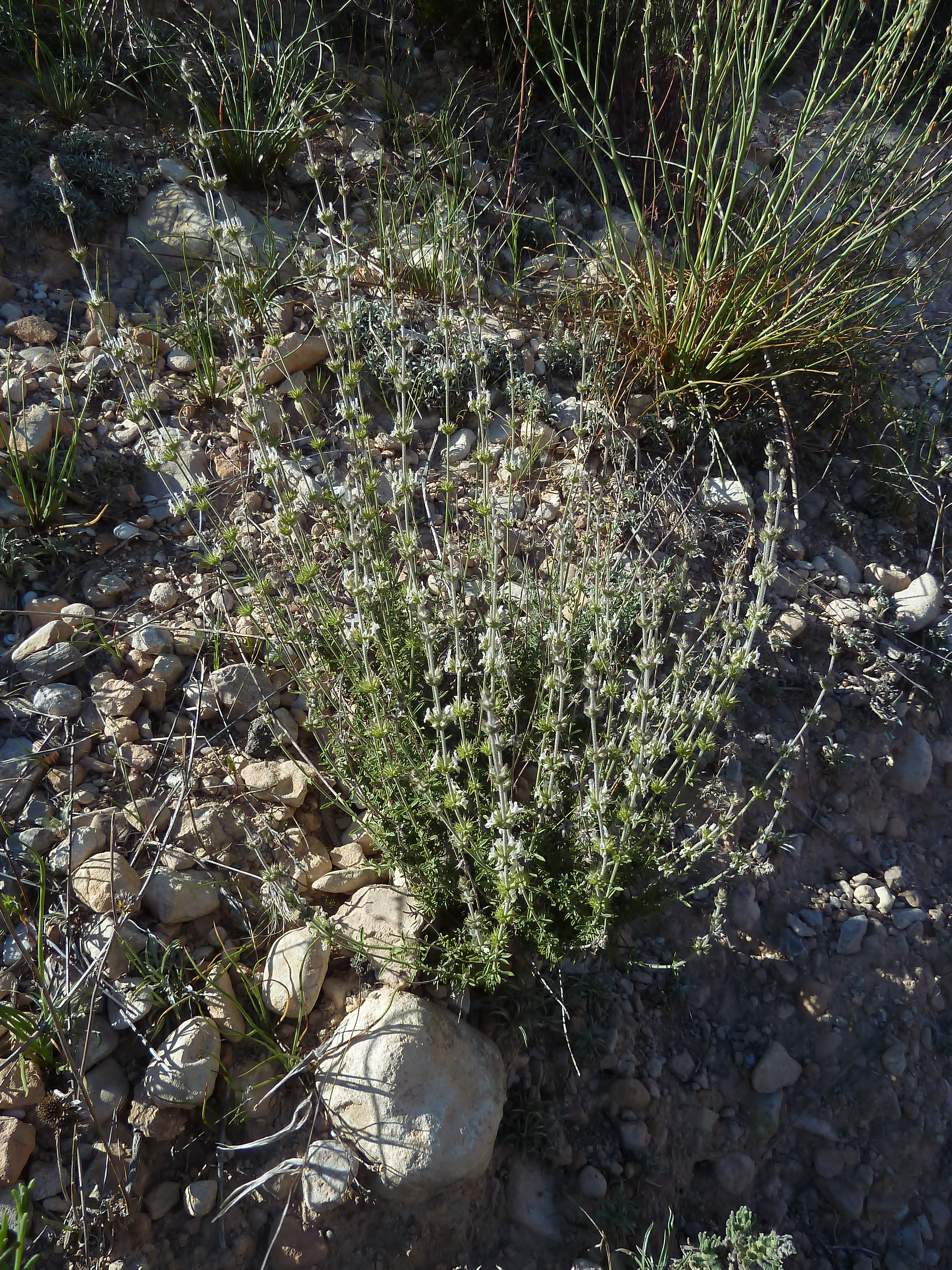
Habitus
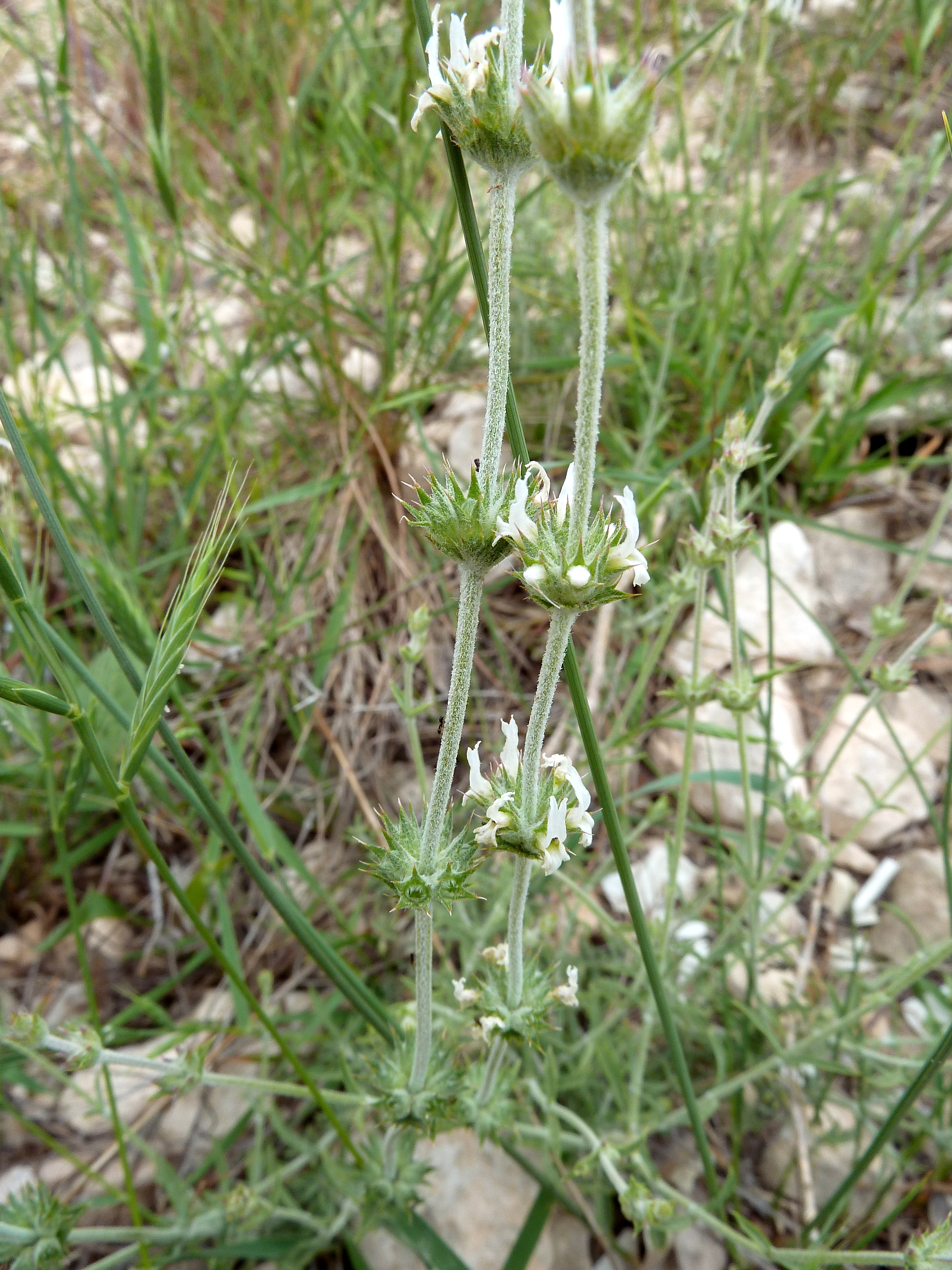
Stängel
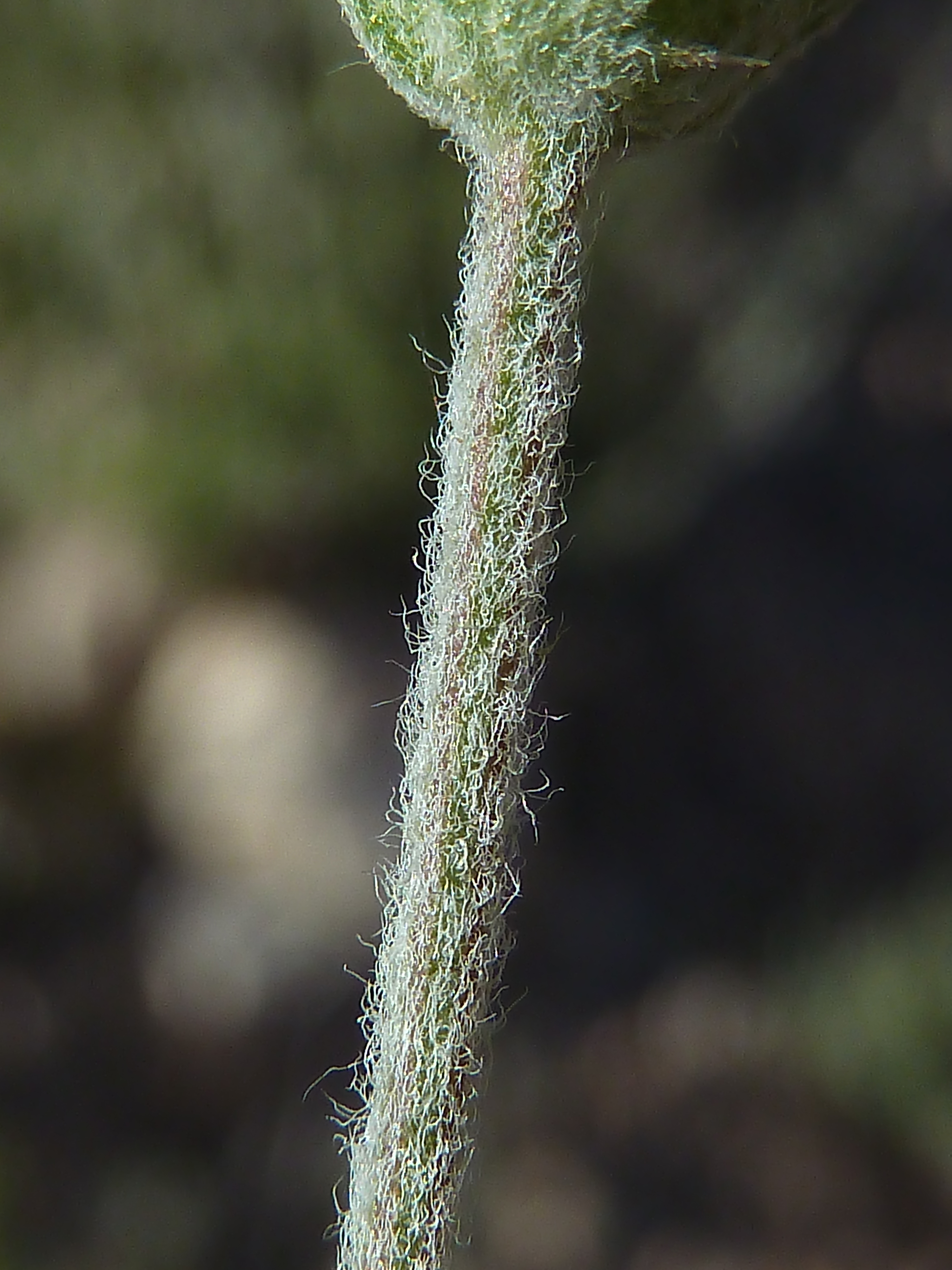
Behaarte Sprossachse